# Ooo Baby Baby
"Ooo Baby Baby" is een hitsingle van de Amerikaanse soulgroep The Miracles. Het nummer was de eerste van vier singles afkomstig van het album "Going To A Go-Go" en werd uitgebracht in maart van het jaar 1965. De andere drie waren "The Tracks Of My Tears", "My Girl Has Gone" en "Going to a Go-Go". Alle vier de singles waren top 20 hits op de poplijst van de Verenigde Staten, met het nummer in kwestie piekend op de zestiende plaats. Op de R&B-lijst van datzelfde land was het nummer nog succesvoller. Daar werd de vierde plaats behaald. Daarnaast bedeelde het tijdschrift Rolling Stone "Ooo Baby Baby" de #262 plaats toe op de hun lijst van de 500 beste nummers aller tijden.
Zoals alle vier de singles afkomstig van het album "Going To A Go-Go" werd ook "Ooo Baby Baby" geschreven door de leadzanger van de groep, Smokey Robinson, in samenwerking met de baszanger Warren "Pete" Moore. Het nummer ontstond tijdens een live-optreden van de groep, toen Robinson een aantal keer "Ooo baby baby" zong. Het publiek reageerde daar zo positief op, dat hij samen met Moore besloot een nummer eromheen te schrijven. De uiteindelijke tekst gaat erover dat de verteller smeekt aan zijn geliefde of zij hem kan vergeven voor de vergissingen die hij heeft begaan. Die vergissingen houden in dat hij vreemdgegaan is. De instrumentatie past zich aan bij deze droevige tekst, doordat het een langzaam tempo heeft en de vier achtergrondzangers van The Miracles, Warren Moore, Ronnie White, Bobby Rogers en Claudette Robinson, zingen harmonieuze vocalen.
"Ooo Baby Baby" is een van de meest gecoverde nummers van The Miracles. Net als de opvolger, "The Tracks Of My Tears", werd ook "Ooo Baby Baby" uitgebracht door Linda Ronstadt. Zij had er een #7 hit in 1978 mee. Daarnaast werd het nummer onder andere opgenomen door Zapp, Shalamar, The Five Stairsteps en een duet tussen Motowncollega's Blinky en Edwin Starr.
Net als de "Ooo Baby Baby" is de B-kant "All That's Good" ook afkomstig van het album "Going To A Go-Go". Daarnaast werd ook dit nummer geschreven door Smokey Robinson in samenwerking met Warren "Pete" Moore.

## Bezetting
- Lead: Smokey Robinson
- Achtergrond: Ronnie White, Claudette Robinson, Bobby Rogers en Warren "Pete" Moore
- Instrumentatie: The Funk Brothers
- Gitarist: Marv Tarplin
- Schrijvers: Smokey Robinson en Warren "Pete" Moore
- Productie: Smokey Robinson